# 抓頜龍屬
抓頜龍（學名：Harpactognathus）是種已滅絕翼龍目，化石發現於美國懷俄明州奧爾巴尼縣的莫里遜組的Salt Wash段，年代為侏羅紀晚期。
抓頜龍的化石是一個部份顱骨（包含口鼻部），在1996年出土於Bone Cabin採石場。屬名意為「抓住的頜部」；種名是以Joe Gentry為名，他曾贊助猶他州的Western Paleontological Laboratories機構。
研究人員認為抓頜龍的最近親是掘頜龍，但抓頜龍的體型較大，體長2.8到3公尺，翼展為2.5公尺。研究人員根據兩者的相似處，將抓頜龍歸類於喙嘴翼龍科的掘頜龍亞科。與大部分翼龍類不同，抓頜龍的喙嘴前端有個低矮骨冠。抓頜龍也是已知莫里遜組最古老的翼龍類。
抓頜龍是種飛行掠食動物，以小型動物為食。

## 外部連結
- Harpactognathus in The Pterosaur Database